# Bonaduz
Bonaduz (Reto-Romaans: Panaduz; Italiaans (verouderd): Beneduzzo) is een gemeente en plaats in het Zwitserse kanton Graubünden, en maakt deel uit van het district Imboden.
Bonaduz telt 2592 inwoners.